# Домінік Біжота
Домінік Біжота (фр. Dominique Bijotat, нар. 3 січня 1961, Шассіньоль) — колишній французький футболіст, півзахисник.
Насамперед відомий виступами за клуб «Монако», а також національну збірну Франції. Олімпійський чемпіон, переможець Лиги 1 та володар Кубка Франції.

## Клубна кар'єра
У дорослому футболі дебютував 1979 року виступами за «Монако», в якому провів (з перервами) 10 сезонів, взявши участь у 225 матчах чемпіонату, забивши 16 м'ячів. У складі монегасків здобув титул чемпіона Франції у сезоні 1981-82 та двічі вигравав Кубок Франції у 1979-80, 1984-85 роках.
У першості 1987-88 грав за «Бордо».
З 1988 по 1991 рік знову провів три сезони у складі «Монако».
Завершив професійну ігрову кар'єру у друголіговому «Шатору», за який виступав протягом 1991—1993 років.

### Клубна статистика. Чемпіонат та Кубки Франції: 1980—1996
| Сезон             | Клуб              | Ліга              | Чемпіонат  | Чемпіонат | Чемпіонат | Кубок Франції | Кубок Франції | Кубок Франції |
| ----------------- | ----------------- | ----------------- | ---------- | --------- | --------- | ------------- | ------------- | ------------- |
| Сезон             | Клуб              | Ліга              | Місце      | Матчі     | Голи      | Місце         | Матчі         | Голи          |
| 1979-80           | «Монако»          | Д1                | 4          | 6         | 0         |               | 5             | 1             |
| 1980-81           | «Монако»          | Д1                | —          | —         | —         | —             | —             | —             |
| 1981-82           | «Монако»          | Д1                |            | 26        | 2         | 1/8           | 1             | 0             |
| 1982-83           | «Монако»          | Д1                | 6          | 37        | 4         | 1/8           | 4             | 0             |
| 1983-84           | «Монако»          | Д1                |            | 32        | 0         |               | 10            | 0             |
| 1984-85           | «Монако»          | Д1                |            | 32        | 2         |               | 9             | 0             |
| 1985-86           | «Монако»          | Д1                | 9          | 19        | 0         | 1/32          | 1             | 0             |
| 1986-87           | «Монако»          | Д1                | 5          | 33        | 8         | 1/8           | 5             | 3             |
| 1987-88           | «Бордо»           | Д1                |            | 37        | 1         | 1/32          | 1             | 0             |
| 1988-89           | «Монако»          | Д1                |            | 13        | 0         | —             | —             | —             |
| 1989-90           | «Монако»          | Д1                |            | 6         | 0         | 1/32          | 1             | 0             |
| 1990-91           | «Монако»          | Д1                |            | 21        | 0         | —             | —             | —             |
| 1991-92           | «Шатору»          | Д2                | 8          | 32        | 2         | 1/32          | 3             | 0             |
| 1992-93           | «Шатору»          | Д2                | 14         | 26        | 0         | 1/32          | 1             | 0             |
| ВСЬОГО            | «Монако»          | Д1                | 11 сезонів | 225       | 16        | 8 стартів     | 36            | 4             |
| ВСЬОГО            | «Бордо»           | Д1                | 1 сезон    | 37        | 1         | 1 старт       | 1             | 0             |
| ВСЬОГО            | «Шатору»          | Д2                | 2 сезони   | 58        | 2         | 2 старти      | 4             | 0             |
| ВСЬОГО в Д1       | ВСЬОГО в Д1       | ВСЬОГО в Д1       | 12 сезонів | 262       | 17        | 9 стартів     | 37            | 4             |
| ВСЬОГО за кар'єру | ВСЬОГО за кар'єру | ВСЬОГО за кар'єру | 16 сезонів | 320       | 19        | 11 стартів    | 41            | 4             |

## Єврокубки
З 6 стартів в євротурнірах 5 разів виступав за «Монако» і 1 — за «Бордо». Провів 16 ігор, м'ячів не забивав. Найкраще досягнення — чвертьфінали у розіграшах Кубка чемпіонів: 1987-88 у складі «Бордо» та 1988-89 у складі «Монако».
Свою першу гру в єврокубках провів у складі «Монако» проти шотландського клубу «Данді Юнайтед» у повторній грі за Кубок УЄФА сезону 1981-82 30 вересня 1981 року — перемога в гостях 2:1.
Слід відмітити зустрічі проти радянських команд у складі «Монако». В сезоні 1990-91 у змаганнях за Кубок УЄФА монегаски двічі зустрічалися з ними. Якщо в 1/16 фіналу опір одеського «Чорноморця» було подолано — 0:0 та 1:0, то у двобої з москвовським «Торпедо» у 1/8 фіналу довелось капітулювати — 1:2 та 1:2.
Ігри з москвичами — останні в європейських клубних турнірах.

### Статистика виступів у єврокубках по сезонах
| Сезон             | Клуб              | Турнір          | Досягнення    | Матчі | Перемоги | Нічиї | Поразки | Голи |
| ----------------- | ----------------- | --------------- | ------------- | ----- | -------- | ----- | ------- | ---- |
| 1981-82           | «Монако»          | Кубок УЄФА      | 1/32 фіналу   | 1     | 1        | 0     | 0       | 0    |
| 1982-83           | «Монако»          | Кубок чемпіонів | 1/16 фіналу   | 2     | 0        | 1     | 1       | 0    |
| 1985-86           | «Монако»          | Кубок кубків    | 1/16 фіналу   | 1     | 0        | 1     | 0       | 0    |
| 1987-88           | «Бордо»           | Кубок чемпіонів | 1/4 фіналу    | 5     | 3        | 2     | 0       | 0    |
| 1988-89           | «Монако»          | Кубок чемпіонів | 1/4 фіналу    | 1     | 1        | 0     | 0       | 0    |
| 1990-91           | «Монако»          | Кубок УЄФА      | 1/8 фіналу    | 6     | 3        | 1     | 2       | 0    |
| ВСЬОГО за кар'єру | ВСЬОГО за кар'єру | 6 євросезонів   | 6 євросезонів | 16    | 8        | 5     | 3       | 0    |

### Статистика по турнірах
| Турнір          | Сезони | Матчі | Перемоги | Нічиї | Поразки | Голи |
| --------------- | ------ | ----- | -------- | ----- | ------- | ---- |
| Кубок чемпіонів | 3      | 8     | 4        | 3     | 1       | 0    |
| Кубок кубків    | 1      | 1     | 0        | 0     | 1       | 0    |
| Кубок УЄФА      | 2      | 7     | 4        | 1     | 2       | 0    |

### Єврокубкова статистика: сезони, турніри, матчі, голи
(1) — матч-відповідь

## Виступи за збірну
31 серпня 1982 року дебютував в офіційних матчах у складі національної збірної Франції у товариській грі проти Польщі Мадриді — поразка 0:4. Протягом кар'єри у національній команді, яка тривала 8 років, провів у формі головної команди країни лише 8 матчів. М'ячів не забивав.
Учасник і переможець футбольного турніру на Олімпійських іграх 1984 року у Лос-Анджелесі. На полях США зіграв у всіх 6 матчах, забивши 1 гол.
Товариська гра проти Північної Ірландії в Белфасті — 0:0, стала останньою.

### Статистика матчів за збірну
| Турнір           | Матчі | Перемоги | Нічиї | Поразки | Голи |
| ---------------- | ----- | -------- | ----- | ------- | ---- |
| Товариські матчі | 6     | 3        | 1     | 2       | 0    |
| Чемпіонат Європи | —     | —        | —     | —       | —    |
| Кваліфікація ЧЄ  | 2     | 0        | 1     | 1       | 0    |
| Чемпіонат світу  | —     | —        | —     | —       | —    |
| Кваліфікація ЧС  | —     | —        | —     | —       | —    |
| ВСЬОГО           | 8     | 3        | 2     | 3       | 0    |

### Домінік Біжота на Олімпіаді-1984
| Рік  | Турнір         | Місце | Матчі | Перемоги | Нічиї | Поразки | Голи |
| ---- | -------------- | ----- | ----- | -------- | ----- | ------- | ---- |
| 1984 | Олімпіада-1984 |       | 6     | 4        | 2     | 0       | 1    |

## Кар'єра тренера
Розпочав тренерську кар'єру в 1999 році, очоливши резервістів «Лансу». Там він був до 2002 року.
Після цього працював головним тренером французьких клубів «Аяччо», «Сошо», «Шатору» та «Мец» та алжірського «Кабілія».

## Особисте життя
Він народився в місті Шассіньоль в департаменті Ендре.
Має двох дочок: Кассандру (старша) та Аделіс, які проживають в Аяччо.

## Титули і досягнення
- «Монако»
  - Ліга 1:  1981-82
  - Кубок Франції:  1979-80, 1984-85

- Збірна Франції
  - Олімпійський чемпіон:  1984